# TortoiseSVN
TortoiseSVN (von tortoise [ˈtɔːtəs] englisch: Landschildkröte, abgekürzt tsvn) ist ein freier Client für den Versionsverwaltungs-Dienst Subversion. Es steht unter der GNU General Public License und verwendet im Logo eine Schildkröte.
TortoiseSVN ist als Shell-Erweiterung implementiert,
es integriert sich in den Windows-Explorer und ist daher außerhalb und unabhängig von einer integrierten Entwicklungsumgebung verwendbar.
Als Kernaufgabe wird für die Software die Versions- bzw. Revisions- und Quelltextverwaltung beschrieben. Für die Benutzung wird ein Subversion-Server empfohlen, es ist aber ebenfalls möglich, auf lokale Repositorien zuzugreifen oder diese anzulegen.
Das Projekt wurde 2002 von Tim Kemp als Fork von TortoiseCVS begonnen. Sourceforge verzeichnete im August 2008 mehr als sieben Millionen Downloads der Software. Die Entwickler sprechen in ihrem Blog von über neun Millionen Downloads aller Pakete seit Projektstart bis April 2008. Im Jahr 2007 hat das Projekt den SourceForge.net 2007 Community Choice Award for Best Tool or Utility for Developers Award gewonnen.

## Funktionsumfang
Tortoise verwendet zur Arbeit mit lokal gespeicherten Daten für oder von Repositorien als grafische Oberfläche in erster Linie seine Integration in den Windows-Explorer. Eine Erweiterung der Kommandoliste in den Kontextmenüs dient dabei als konfigurierbare Benutzerschnittstelle. Die Status werden direkt im Explorer durch Overlay-Icons angezeigt. 
Für den umgekehrten Weg, um Versionsverwaltungs-Befehle auf der Basis von Dateien oder Verzeichnissen aus einem Repositorium heraus zu starten, bietet TortoiseSVN eine eigene Anwendung, den sogenannten Repository Browser. 
Auf beiden Wegen lassen sich beispielsweise komfortabel übersichtliche Revisions-Graphen erzeugen oder Commit-Kommentare strukturiert anzeigen sowie beliebig durchsuchen und filtern, auch mit Hilfe von regulären Ausdrücken.
Die Verwaltung der Arbeitskopie durch TortoiseSVN entspricht immer der des originalen Apache Subversion Client-Programms im selben Versionszweig (zum Beispiel TortoiseSVN 1.10.* gegenüber Apache Subversion 1.10.* (svn)). So kann bei Bedarf jederzeit direkt zwischen beiden Programmen gewechselt werden.
Die Software bietet für den Einsatz mehrere Hilfsmittel an. So können beispielsweise über das Merge-Tool (TortoiseMerge) nicht nur ASCII-basierte Text- und Quelltextdateien verglichen und intelligent zusammengeführt ("gemerged") oder wie unter Unix/Linux üblich gepatcht werden, es unterstützt auch den direkten Vergleich proprietärer Dateiformate wie z. B. dem von Word. Durch TortoiseIDiff können auch Änderungen an Bilddateien direkt nachvollzogen werden, wahlweise als Gegenüberstellung oder durch stufenweise Überblendung. In Verbindung mit Trackingsystemen können über den Issuetracker auch Logs oder Bugtracker verwendet werden.
Für die Versionsverwaltung stehen unter anderem eine Komplettversionierung von Verzeichnissen, atomare Übertragungen, Metadatenversionierung und Verzweigungsoptionen zur Verfügung.
TortoiseSVN unterstützt die Protokolle HTTP, HTTPS, SVN und SVN + SSH. Für im Hintergrund verschlüsselte SSH-Verbindungen werden Programmteile von PuTTY eingesetzt. 
Alternativ kann mit Subversion-Repositorien auch direkt auf der Ebene des Dateisystems gearbeitet werden.
Die Software ist zurzeit in 54 Sprachen verfügbar. Davon sind 16 zu mindestens 80 % übersetzt.
Unter Microsoft Windows 10 1809 und neuer bietet TortoiseSVN in den jeweiligen Optionen ein dunkles Farbschema an (englischsprachig als Dark Mode oder Dark Theme bezeichnet), ebenso bieten das seine einzelnen Werkzeuge TortoiseMerge, TortoiseIDiff, TortoiseUDiff und TortoiseBlame an.

## Systemvoraussetzungen
Seit Version 1.14 benötigt TortoiseSVN mindestens Windows 10 (oder neuer).

## Verwandte Tools
- TortoiseCVS für CVS, ein älteres Versionsverwaltungssystem
- TortoiseGit, ein Git-Client für Microsoft Windows
- TortoiseHg, ein Mercurial-Client für Microsoft Windows
- TortoiseBZR für Bazaar
- TortoiseDarcs für Darcs